# ويران قية
ويران قية (بالفارسية: ویران‌قیه) هي مستوطنة تقع في قسم تشاراويماق الجنوبي الغربي الريفي في إيران. يقدر عدد سكانها بـ 228 نسمة .